# Monmouth Troy

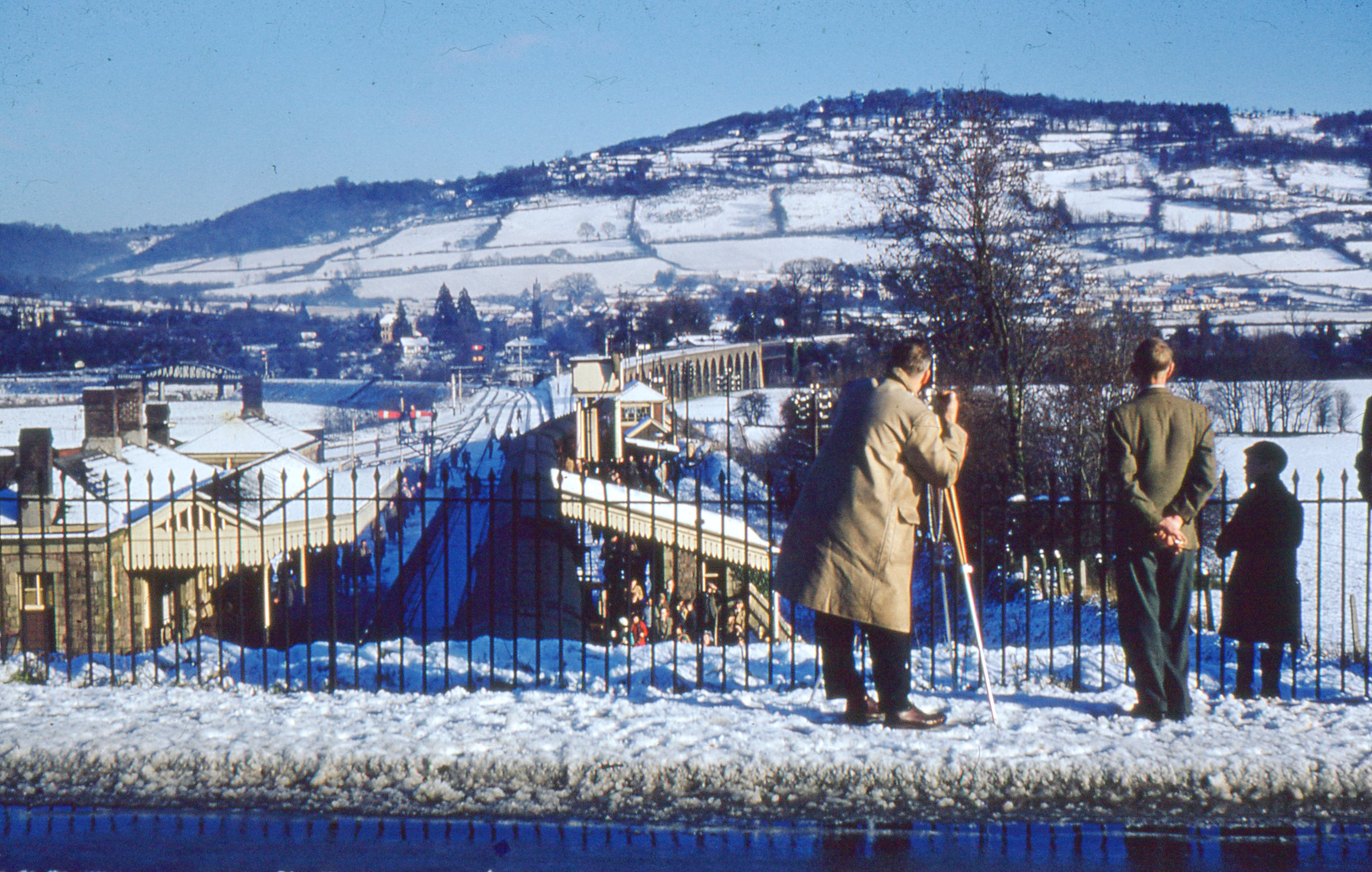
Poslední osobní vlak opouští stanici Monmouth Troy

Monmouth Troy byla jedna ze dvou železničních stanic v Monmouthu, městě ve Spojeném království ležícím na jihovýchodě Walesu v Monmouthshiru. Byla původně postavena v roce 1857 v rámci železniční tratě Monmouth - Pontypool označované jako Coleford, Monmouth, Usk and Pontypool Railway a později byla používaná i jinými tratěmi. Nakonec byla v roce 1964 uzavřena, když skončil provoz na dvou posledních tratích do ní vedoucích, totiž trati Monmouth - Chepstow (Wye Valley Railway) a trati Monmouth – Ross-on-Wye (Ross and Monmouth Railway).
Stanice byla otevřena 12. října 1857 a ze dvou monmouthských stanic (druhá byla Monmouth Mayhill) byla tou větší. Nejprve do ní vedla jen trať Monmouth - Pontypool, v roce 1874 sem byla přivedena trať Monmouth – Ross-on-Wye, v roce 1876 trať Monmouth - Chepstow a v roce 1883 trať Monmouth – Coleford.
Poslední zmiňovaná byla také první uzavřena: už v roce 1917. Na trati Monmouth - Pontypool byla ukončena přeprava cestujících v roce 1955 a pak i přeprava nákladů 12. října 1957. Zbylé dvě železnice přežily až do roku 1959, kdy byly obě zavřeny pro osobní provoz, zatímco nákladní pokračoval až do roku 1964. Oficiálně pak byla stanice Monmouth Troy uzavřena 5. ledna 1964. Kdyby byl býval Monmouth zůstal hlavním městem hrabství, jednalo by se v rámci Británie o první hlavní město hrabství, které přišlo o všechna svá železniční spojení.

## Přesun budovy
Staniční budově hrozila demolice, ale byla zakoupena nadšeneckou muzejní železnicí Gloucestershire Warwickshire Railway, rozebrána na kameny a znovu sestavena ve Winchcombe, kde dnes opět slouží jako nádražní budova.